# سديم كوكبي أولي

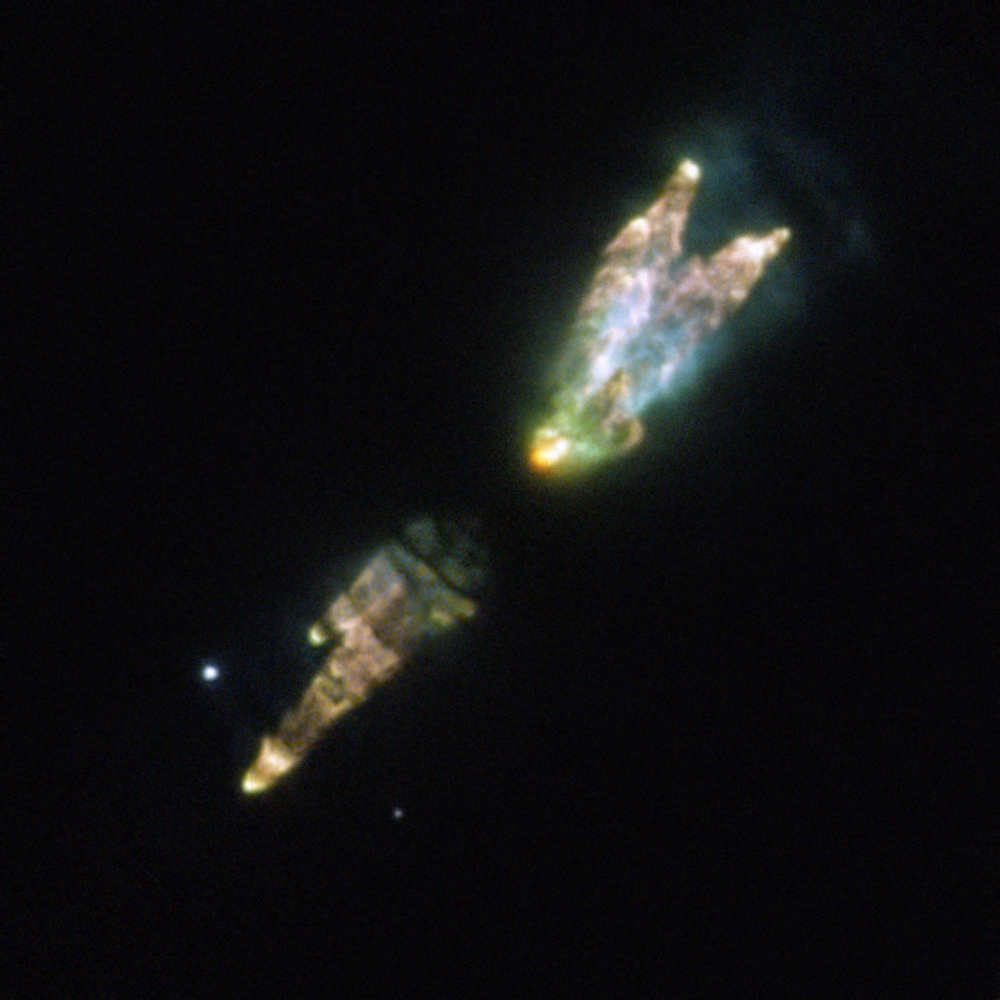
سديم وستبروك سديم كوكبي أولي.

السديم الكوكبي الأولي (بالإنجليزية: Protoplanetary nebula)‏ أو (بّي بّي إن) هو جُرم فلكي وأحد مراحل التطور السريع للنجوم بين مرحلة الفرع العملاق المقارب المتأخر (إل إيه جي بي) ومرحلة السديم الكوكبي اللاحقة (بّي إن). يصدر بّي بّي إن كمية كبيرة من الأشعة تحت الحمراء، وهو نوع من السدم العاكسة. إنها المرحلة الثانية ما قبل الأخيرة في تطور اللمعان العالي في دورة حياة النجوم ذات الكتلة المتوسطة (بين 1 و8 ضعف كتلة الشمس).

## التسمية
يُعد اسم السديم الكوكبي الأولي اختيارًا مؤسفًا نظرًا لاحتمال خلطه مع المصطلح الذي يُستخدم أحيانًا عند مناقشة مفهوم الأقراص الكوكبية الأولية عديم الصلة. ينبع اسم السديم الكوكبي الأولي من مصطلح السديم الكوكبي الأقدم، الذي اختير نتيجة عمليات رصد علماء الفلك الأوائل باستخدام التلسكوبات الذين وجدوا تشابهًا في مظهر السديم الكوكبي مع الكواكب العملاقة الغازية مثل نبتون وأورانوس. لتجنب أي خلط ممكن، اقترح ساهي وسانشيز كونتريراس وموريسو في ورقة علمية نُشرت عام 2005 استخدام مصطلح جديد، سديم سابق للكواكب، والذي لا يتداخل مع أي مجالات أخرى في علم الفلك. غالبًا ما يُشار إليها باسم نجوم ما بعد الفرع العملاق المقارب (إيه جي بي)، على الرغم من أن هذه الفئة تشمل أيضًا النجوم التي لن تؤين مادتها المقذوفة أبدًا.

## التطور

### البداية
أثناء مرحلة الفرع العملاق المقارب المتأخر (إل إيه جي بي)، عندما يؤدي فقدان الكتلة إلى خفض كتلة غلاف الهيدروجين إلى نحو 0.01 من كتلة الشمس في النجوم التي تمتلك لبًّا كتلته 0.6 من كتلة الشمس، سيبدأ النجم في التطور باتجاه الجانب الأزرق من مخطط هيرتزبرونغ راسل. عندما تنخفض كتلة غلاف الهيدروجين إلى نحو 0.001 من كتلة الشمس، سيكون الغلاف قد تفكك لدرجة تمنعه من فقدان كميات كبيرة إضافية من كتلته، وفق اعتقاد العلماء. في هذه المرحلة، ستكون درجة الحرارة الفعالة للنجم، تي *، نحو 5000 كلفن والتي تمثل نهاية مرحلة إل إيه جي بي وبداية مرحلة بّي بّي إس).
خلال مرحلة السديم الكوكبي الأولي التالية لذلك، ستستمر درجة الحرارة الفعالة للنجم المركزي في الارتفاع نتيجة فقدان كتلة الغلاف بسبب احتراق طبقة الهيدروجين. خلال هذه المرحلة، لا يزال النجم المركزي باردًا جدًا لدرجة تمنعه من تأيين الغلاف النجمي بطيء الحركة المقذوف خلال مرحلة إيه جي بي السابقة. مع ذلك، تهب رياح نجمية عالية السرعة التي تشكل وتدفع تلك الطبقة، ومن المؤكد تقريبًا أنها تجر انبعاثات إيه جي بي بطيئة الحركة لإنتاج رياح جزيئية سريعة. تظهر عمليات الرصد ودراسات التصوير عالية الدقة أجريت بين عامي 1998 و2001 أن مرحلة بّي بّي إن سريعة التطور تشكل في نهاية المطاف مورفولوجيا مرحلة بّي إن اللاحقة. أثناء أو بعد انفصال غلاف إيه جي بي بقليل، يتغير شكل الغلاف من شكل متماثل كروي تقريبًا إلى متماثل محوريًا. المورفولوجيا الناتجة هي ثنائية القطب، وانبعاثات معقّدة و«اندفاعات قوسية» مثل أجرام هيربيج هارو. تظهر هذه الأشكال حتى في بّي بّي إن «الشابة» نسبيًا.

### النهاية
تستمر مرحلة بّي بّي إن حتى تصل حرارة النجم المركزي إلى نحو 30000 كلفن، وهي درجة حرارة كافية (التي تنتج قدرًا كافية من الأشعة فوق البنفسجية) لتأين السديم المحيط (الغازات المُنبعثة) ويصبح نوعًا من السديم الإشعاعي يُسمى بّي إن. يجب أن يحدث هذا التحول خلال أقل من 10000 عام تقريبًا وإلا فإن كثافة الغلاف حول النجمي ستنخفض إلى ما دون عتبة كثافة تشكل بّي إن البالغة نحو 100 لكل سنتيمتر مكعب ما سيحول دون تشكل بّي إن، يُشار إلى هذه الحالة أحيانًا باسم «السديم الكوكبي الكسول».